# Donizetti Tavares de Lima
Pour les articles homonymes, voir Donizetti.
Donizetti Tavares de Lima, né à Cássia le 3 janvier 1882 et mort à Tambaú le 16 juin 1961, est un prêtre catholique brésilien, connu pour avoir été le « saint curé de Tambaú ». Il s'engage avec beaucoup de dévouement pour les plus nécessiteux et les ouvriers, et attire à lui les foules à cause de ses charismes (guérisons, lecture des consciences, lévitations pendant la messe). Il est vénéré comme bienheureux par l'Église catholique.

## Biographie
Donizetti Tavares de Lima est issue d'une famille assez pauvre. Après avoir obtenu l'accord de son père pour devenir prêtre, il doit d'abord travailler afin de subvenir aux besoins de sa famille et de payer une partie de ses futures études. À l'âge de 18 ans, il peut intégrer le séminaire et il est ordonné prêtre le 12 juillet 1908 à Pouso Alegre. Le jour de son ordination, il s'impose le vœu de pauvreté, qui n'est pas obligatoire pour le sacerdoce.
Après plusieurs charges de vicaire de paroisse, c'est le 24 mai 1926 qu'il est désigné pour la paroisse de Tambaú. Arrivé avec le strict nécessaire, il vit volontairement dans une très grande pauvreté jusqu'à sa mort. Il ne possède aucun meuble et dort à même le sol, se servant de quelques livres comme oreillers. Il ne possède qu'une soutane, qu'il  répare lui-même à bien des reprises. Il ne prend qu'un repas par jour, le dîner du soir. Tout ce que lui offre ses paroissiens, il le donne aux pauvres. Son premier « miracle » est attesté dès 1927. Alors qu'une pluie torrentielle menace la procession d'une statue de Notre-Dame d'Aparecida que le Père Tavares mène à travers la ville, la tempête se calme inexplicablement.
Proche de ses paroissiens, il fonde une crèche pour les jeunes enfants, une école, organise des cercles de travailleurs pour les ouvriers, prend en charge les immigrés italiens et visite régulièrement les personnes âgées. Au départ réticentes, les autorités municipales finissent par lui demander conseil, notamment dans le domaine du travail et du social. Même le président Getúlio Vargas rencontrera le P. Tavares, et de leur conversation feront en partie naître les premières lois encadrant le travail en 1954.
Dans les années 1950, les témoignages exceptionnels sur Donizetti Tavares de Lima attirent à Tambaú des milliers de personnes, croyants comme curieux. On rapporte des cas de bilocations, de lévitations pendant la messe et de guérisons en tout genre. Il célèbre la messe tous les jours à 7 heures sur le parvis de l'église et à 9 heures et 20 heures, il donne une bénédiction. À chacune de ses bénédictions, plusieurs guérisons se seraient produites, ce qui attire les foules au point qu'un jour la foule atteint les 200 000 personnes, ce qui provoque un véritable désordre dans la ville. Par ordre de l'évêque, le P. Tavares donne sa dernière bénédiction publique le 30 mai 1955. Il y a parmi les curieux des centaines de conversions, notamment par ses prêches et ses dons mystiques. Il aurait notamment été doté du don de lire les cœurs dans la confession, ce qui bouleverse ceux qui le rencontrent. Mais il attribue tous ces prodiges à Notre-Dame d'Aparecida. Le P. Tavares est décédé avec la réputation d'un saint le 16 juin 1961, et enterré le lendemain dans une grande ferveur.

## Vénération
Dès 1976 un sanctuaire consacré à Notre-Dame d'Aparecida est construit à Tambaú.
Dans la nuit du 7 au 8 mai 2009 les restes du P. Tavares ont été exhumés du cimetière communal de Tambaú afin d'être placés à la vénération des fidèles dans l'église paroissiale. L'exhumation a été faite de nuit afin d'éviter un trop important rassemblement de foule qui aurait pu endommager les autres tombes. Ses restes ont été transférés dans l'église le 16 mai 2009.
Depuis sa béatification en novembre 2019, son corps a été exposé à la vénération des fidèles dans une châsse de verre, et sa main droite (avec laquelle il faisait ses bénédictions), a été placée dans un reliquaire à part.
L'église paroissiale, où repose désormais le P. Tavares, ainsi que son ancien presbytère, transformé en musée, sont devenus des attractions touristiques et des centres de pèlerinages, attirant entre 10 000 et 12 000 personnes par mois.

## Béatification
La cause pour la béatification et la canonisation de Donizetti Tavares de Lima débute le 16 mars 1997 à São João da Boa Vista. L'enquête diocésaine récoltant les témoignages sur sa vie se clôture le 16 mai 2009, puis envoyée à Rome pour y être étudiée par la Congrégation pour les causes des saints. Après le rapport positif des différentes commissions sur la sainteté de Donizetti Tavares de Lima, le pape François procède, le 9 octobre 2017, à la reconnaissance de ses vertus héroïques, lui attribuant ainsi le titre de vénérable.
En 2012 avait également débutée l'enquête médicale sur une guérison dite miraculeuse, attribuée à l'intercession de Donizetti Tavares de Lima. Il s'agit de la guérison instantanée et totale d'un commerçant brésilien, qui était atteint de paralysie aux jambes. À la suite des rapports médicaux concluant à l'absence d'explication scientifique, le pape François reconnaît, le 6 avril 2019, comme authentique cette guérison attribuée à Donizetti Tavares de Lima, et signe le décret de sa béatification.
Il a été  solennellement proclamé bienheureux le 23 novembre 2019, au cours d'une messe célébrée à Tambaú par le cardinal Giovanni Angelo Becciu, en présence de 80 000 personnes.